# John S. Jacobs
John Swanson Jacobs (* 1815 oder 1817 in Edenton (North Carolina); † 19. Dezember 1873 in Cambridge (Massachusetts)) war ein afroamerikanischer Autor und Aktivist gegen die Sklaverei. Nach seiner Flucht aus der Sklaverei veröffentlichte er 1855 seine Autobiographie unter dem Titel The United States Governed by Six Hundred Thousand Despots in der Zeitung Empire in Sydney. Bis zu deren Neuveröffentlichung 2024 war aber nur die gekürzte Fassung, A True Tale of Slavery (Eine wahre Erzählung über die Sklaverei) bekannt, die 1861 in vier aufeinanderfolgenden Ausgaben der englischen Wochenschrift The Leisure Hour erschien. Er spielt eine wichtige Rolle in der Autobiographie seiner Schwester Harriet Jacobs, Incidents in the Life of a Slave Girl, die heute als Klassiker der amerikanischen Literatur gilt.

## Leben

### Jugend als Sklave
John Jacobs wurde 1815 oder 1817 in Edenton, North Carolina als Sohn von Delilah Horniblow, einer Sklavin der Gastwirtsfamilie Horniblow, geboren. Der Vater von John und seiner zwei Jahre älteren Schwester Harriet war Elijah Knox, ebenfalls ein Sklave, der aber als fähiger Zimmermann gewisse Privilegien genoss. Er starb 1826.
Johns Mutter starb, als er vier Jahre alt war. Er lebte weiterhin bei seinem Vater, bis er mit neun Jahren an den Arzt Dr. James Norcom, den Schwiegersohn des verstorbenen Gastwirtes, vermietet wurde. Seine Schwester Harriet, die von ihrer früheren Besitzerin an die 3-jährige Tochter Norcoms vererbt worden war, lebte ebenfalls in Norcoms Haushalt.

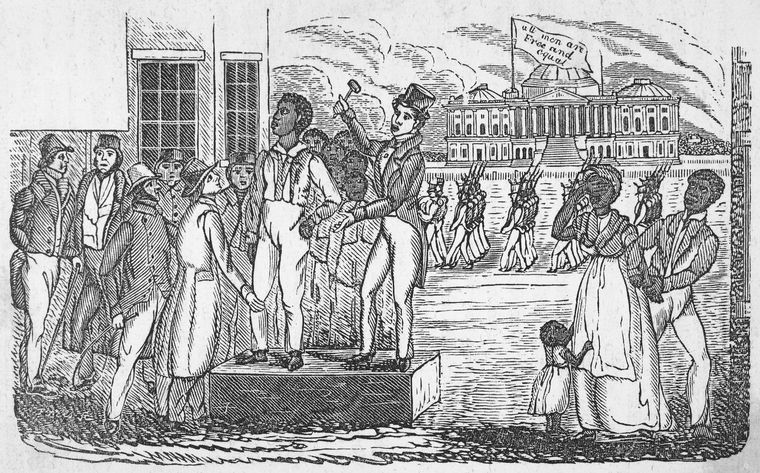
Sklavenversteigerung

Nach dem Tod der Witwe Horniblow wurden ihre Sklaven bei der Neujahrsauktion 1828 versteigert, darunter John, seine Großmutter Molly und deren Sohn Mark. Öffentlich versteigert zu werden, bedeutete für den 12-jährigen John ein traumatisches Erlebnis. Er wurde von Dr. Norcom ersteigert und blieb so mit seiner Schwester zusammen in dessen Haushalt.
Während er Sklave bei Norcom war, gelang es John Jacobs, sich selbst das Lesen beizubringen (eine Fähigkeit, über die nur äußerst wenige Sklaven verfügten), er konnte aber noch bei seiner Flucht aus der Sklaverei als junger Erwachsener nicht schreiben.
Norcom begann bald, Johns Schwester Harriet sexuell zu bedrängen. In der Hoffnung, der Zudringlichkeit Norcoms zu entkommen, ließ sich Harriet auf eine Beziehung mit dem weißen Rechtsanwalt Samuel Sawyer ein, der später in das US-Repräsentantenhaus gewählt wurde. Aus der Beziehung gingen zwei Kinder hervor.
Im Juni 1835 war die Situation für Harriet so unerträglich geworden, dass sie sich zur Flucht entschloss. Norcom verkaufte daraufhin John Jacobs sowie Harriets beide Kinder an einen Sklavenhändler in der Erwartung, dieser würde sie in einen anderen Bundesstaat verkaufen und sie dadurch für immer von Harriet trennen. Der Händler hatte jedoch schon vorher heimlich mit Sawyer verabredet, die drei an ihn weiterzuverkaufen, so dass Norcoms Rachepläne durchkreuzt wurden.

### Flucht und Abolitionismus
John begleitete seinen neuen Besitzer Sawyer 1838 als Diener auf der Hochzeitsreise durch den Norden der USA und erlangte die Freiheit, indem er ihn in New York, wo damals die Sklaverei bereits abgeschafft war, verließ. Beide Geschwister legen in ihren jeweiligen Lebenserinnerungen Wert darauf, zu erwähnen, dass John seinen Pflichten als Diener entsprechend alles in guter Ordnung hinterlassen habe und auch kein Geld von seinem Herrn gestohlen habe. Anschließend heuerte er auf einem Walfänger an und nahm zahlreiche Bücher auf die dreieinhalbjährige Reise mit, um – wie er in seinen Lebenserinnerungen schreibt – die in der Jugend versäumte Bildung nachzuholen.

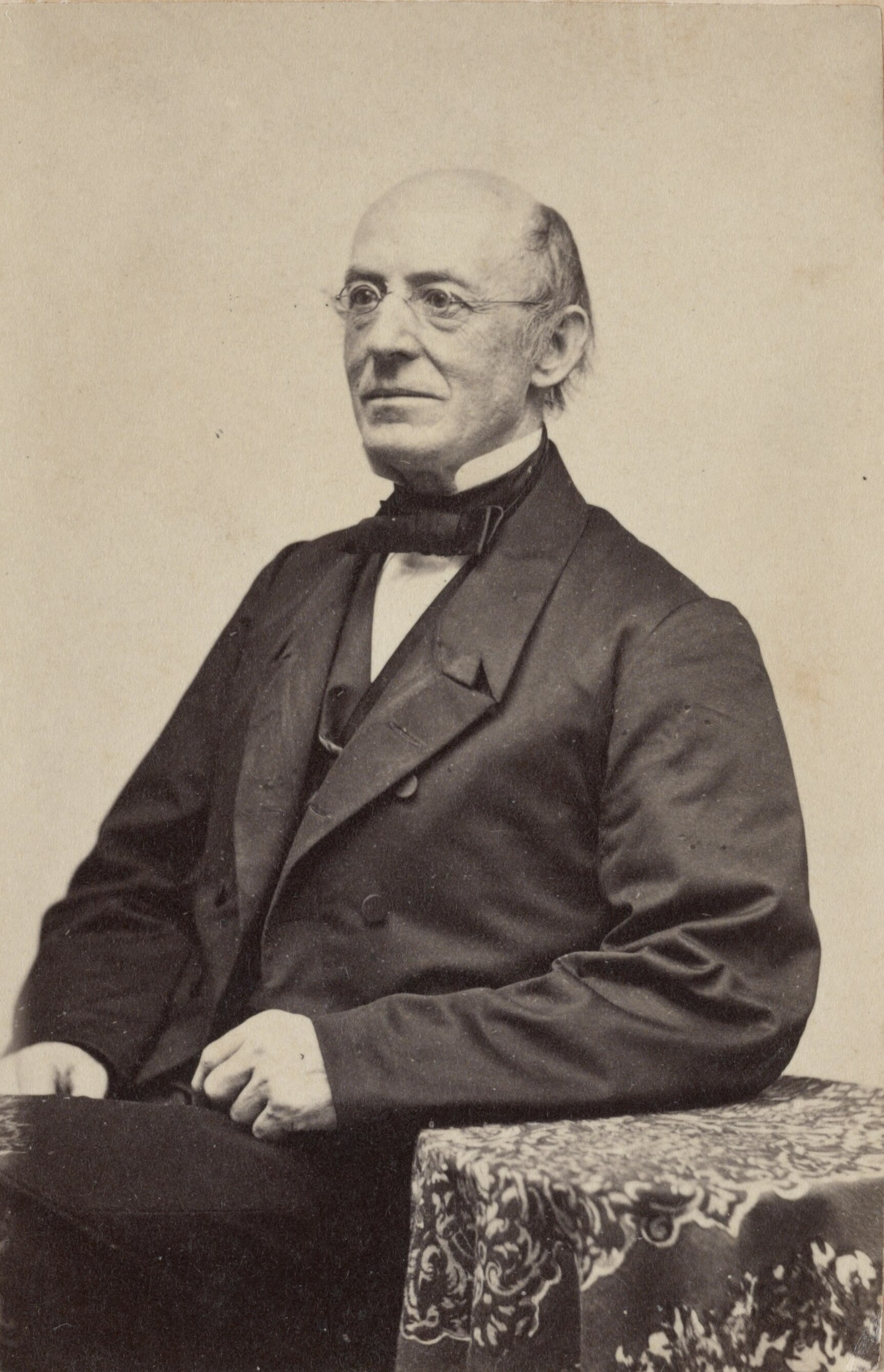
William Lloyd Garrison

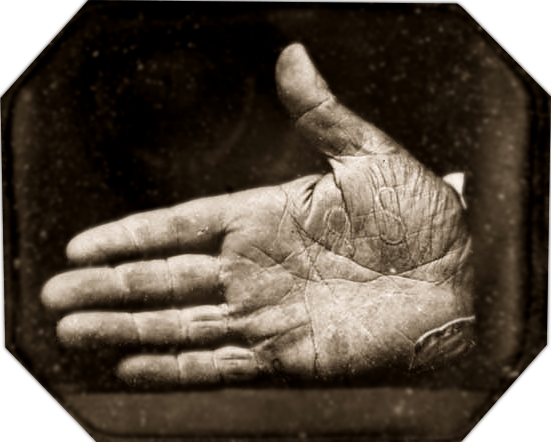
Spiegelverkehrte, 1845 aufgenommene Daguerreotypie von Walkers rechter Hand

Nach der Rückkehr von der Walfangreise engagierte sich John S. Jacobs, wie er sich seit seinem Entrinnen aus der Sklaverei nannte, zunehmend für den Abolitionismus, d. h. für die von William Lloyd Garrison geführte Anti-Sklaverei-Bewegung. 1847/48 unternahm er gemeinsam mit Kapitän Jonathan Walker eine Vortragsreise. Walker, ein Weißer, konnte dabei als Beweis für die barbarische Brutalität der Sklavenhalter seine Hand vorzeigen, die mit den Buchstaben SS (für „slave stealer“ – Sklavendieb) gebrandmarkt worden war, weil er versucht hatte, einer Gruppe von Sklaven bei der Flucht zu helfen. Andere Vortragsreisen unternahm er gemeinsam mit dem drei Jahre jüngeren Frederick Douglass oder auch alleine.
1849 übernahm John S. für einige Monate in Rochester (New York) das „Anti-Slavery Office and Reading Room“ (Anti-Sklaverei-Büro und -Lesesaal). Seine Schwester Harriet unterstützte ihn dabei.
1850 beschloss der Kongress das Fugitive Slave Law ("Gesetz über entflohene Sklaven"), das es den Besitzern von flüchtigen Sklaven erleichterte, die Flüchtlinge in die Sklaverei zurückzuzwingen. John S. Jacobs war einer der Redner bei den Protesten gegen dieses Gesetz.
Ende des Jahres zog er nach Kalifornien, um dort sein Glück als Goldgräber zu versuchen. Wenige Jahre später zog er in Begleitung von Harriets Sohn Joseph weiter nach Australien, wo er sich ebenfalls als Goldgräber betätigte. Ob die Entscheidung, nach Kalifornien und Australien zu gehen, durch das Fugitive Slave Law bedingt war, ist nicht klar. Seine Schwester schreibt ausdrücklich, John sei von dem Gesetz nicht betroffen gewesen, da er von seinem Besitzer in den Norden gebracht worden war und nicht durch Flucht dorthin gelangt war. Andererseits schreibt Garrison viele Jahre später anlässlich von Johns Beerdigung, dass er bis zur Verabschiedung des Fugitive Slave Law im Norden geblieben sei, und danach das Land verlassen habe, "weil er wusste, dass es auf unserem Boden keine Sicherheit mehr für ihn gebe."
Nachdem er weder in Kalifornien noch in Australien den erhofften Reichtum gefunden hatte, zog er nach England weiter und arbeitete die nächsten Jahre als Seemann. Als seine Schwester 1858 und erneut 1867/68 nach England kam, verfehlten sich die Geschwister, da John sich beide Male auf einer längeren Seereise befand – 1858 im Nahen Osten, zehn Jahre später in Indien. Allerdings standen die Geschwister in Briefkontakt.

### Autobiographie

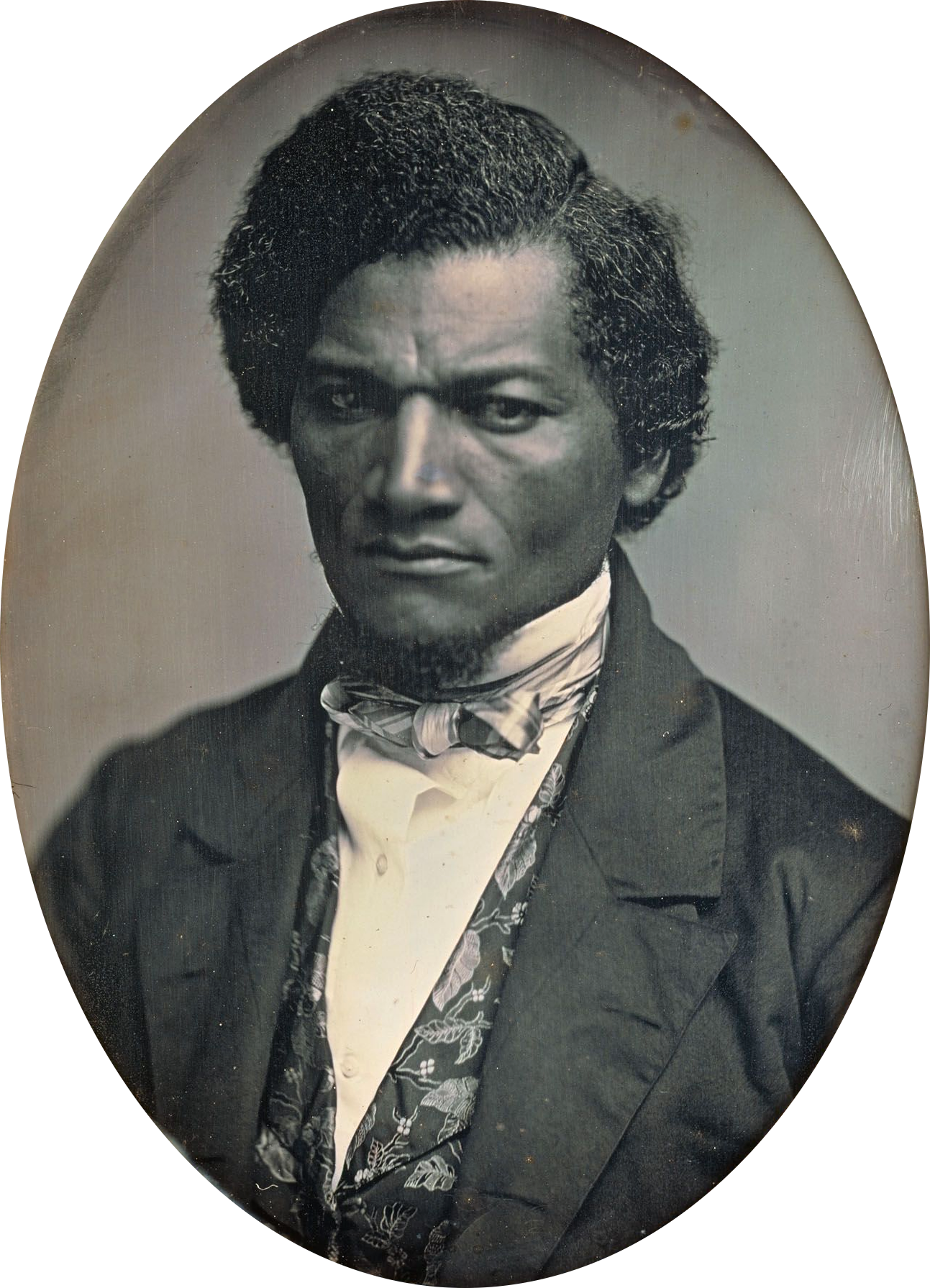
Frederick Douglass (Aufnahme zwischen 1847 und 52)

Die Idee, ihre Erfahrungen mit der Sklaverei aufzuschreiben, kann den Geschwistern Jacobs nicht fremd gewesen sein. Bereits 1845 hatte Frederick Douglass A Narrative of the Life of Frederick Douglass, an American Slave (Eine Erzählung des Lebens von Frederick Douglass, einem amerikanischen Sklaven) verfasst. John S. selbst hatte seine Schwester dazu gedrängt, ihre Lebensgeschichte aufzuschreiben. Die engagierte Abolitionistin und Frauenrechtlerin Amy Post, die Harriet Jacobs durch John kennengelernt hatte, gab dann den entscheidenden Anstoß, und 1853 begann Harriet Jacobs mit den Arbeiten an ihrer Biographie Erlebnisse aus dem Leben eines Sklavenmädchens, die im Januar 1861 veröffentlicht wurde, zu einem Zeitpunkt, als Douglass’ (zweite) Autobiographie bereits in deutscher Übersetzung vorlag.
John Jacobs’ eigene Erinnerungen waren sehr viel kürzer. Sie erschienen in den vier Februar-Ausgaben der Londoner Wochenschrift The Leisure Hour am 7., 14., 21. und 28. Februar 1861 unter dem Titel A True Tale of Slavery, wobei die ersten drei Folgen sein Leben bis zur Erlangung der Freiheit und dem Antritt der Walfangreise erzählen, während die vierte Folge Grausamkeiten gegen andere Sklaven beschreibt, deren Zeuge er geworden war. Beide Geschwister erzählen in ihren Erinnerungen sowohl gemeinsam Erlebtes als auch Ereignisse aus dem Leben des jeweils anderen. Auffällig ist, dass John weder über Norcoms Aufdringlichkeit gegenüber seiner Schwester noch über deren Beziehung zu Sawyer schreibt. Harriets Kinder sind in Johns Erzählung einfach da, ohne dass der Vater, immerhin Johns letzter Besitzer, genannt würde. Er berichtet zwar, dass sein Verkauf und der von Harriets Kindern an Sawyer zwischen diesem und dem Sklavenhändler ohne Wissen von Norcom verabredet worden war, doch bleibt letztlich unverständlich, warum Sawyer ein so großes Interesse daran hatte, die beiden Kinder und ihren Onkel John zu erwerben. Auch, warum Sawyer seinen Sklaven John von Anfang an gut behandelt hat, seine zahlreichen anderen Sklaven aber nicht, bleibt somit ungeklärt, wenn man nicht Harriets Erinnerungen dazunimmt.
Sowohl Vor- als auch Nachnamen sämtlicher Personen sind in Harriet Jacobs’ Erzählung verändert, sie schreibt unter dem Pseudonym Linda Brent, und wird im Buch regelmäßig mit "Linda" angeredet. John (von Harriet "William" genannt) gibt in seiner Erzählung die korrekten Vornamen, nennt aber von allen Nachnamen nur den ersten Buchstaben, mit der Ausnahme von Sawyer, dessen Namen er anfangs abkürzt, später aber vollständig ausschreibt. Seinen eigenen Nachnamen nennt er nur einziges Mal, nämlich als Unterschrift unter den von einem Freund geschriebenen Brief, mit dem er Sawyer mitteilt, dass er ihn verlassen hat: "No longer yours, John S. Jacobs" (Nicht mehr der Ihre, John S. Jacobs).

### Alter und Tod

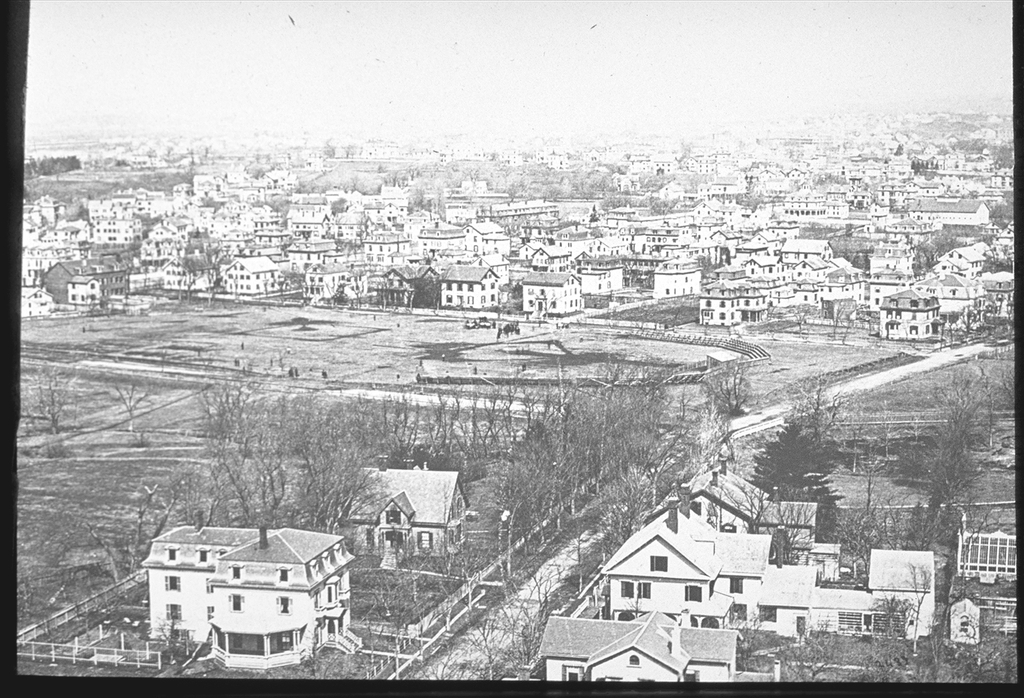
Cambridge (Massachusetts) 1875

Mitte der 1860er Jahre, also mit ungefähr 50 Jahren, heiratete John Jacobs die Engländerin Elleanor Ashland, die bereits zwei Kinder aus einer früheren Beziehung hatte. Das einzige gemeinsame Kind, Joseph Ramsey Jacobs, wurde um 1866 geboren.
1873 zog John Jacobs mit seiner Frau und den drei Kindern wieder in die USA und ließ sich in Cambridge (Massachusetts) in der unmittelbaren Nachbarschaft seiner Schwester und deren Tochter Louisa Matilda nieder. Er starb noch im selben Jahr, am 19. Dezember 1873. Auf besondere Einladung von Louisa Matilda nahm William Lloyd Garrison an seinem Begräbnis teil. Harriet und Louisa Matilda Jacobs wurden später neben ihm auf dem Mount Auburn Cemetery begraben.
Seine Witwe lebte noch bis 1903, es gibt aber keine Belege für einen weiteren Kontakt zwischen ihr und ihren Kindern einerseits und Harriet und Louisa Matilda andererseits. Jean Fagan Yellin vermutet in ihrer Biographie von Harriet Jacobs als Grund, dass seine Witwe angesichts des Rassismus in den USA ihre afroamerikanische Verwandtschaft und auch die Herkunft von Joseph Ramsey, dem man seine afrikanischen Wurzeln anscheinend nicht ansah, verleugnete.